# Nandasa
Nandasa fou un petit estat tributari protegit de l'agència de Mahi Kantha, presidència de Bombai, feudatari del sobirà koli de Katosan. Pagava un tribut separadament al Gaikwar de Baroda de 430 rúpies.